# Mindenszentek vasárnapja templom (Malomvíz)
A malomvízi Mindenszentek vasárnapja templom műemlékké nyilvánított épület Romániában, Hunyad megyében. A romániai műemlékek jegyzékében a  HD-II-m-A-03429 sorszámon szerepel.